# Sybase Open 2001 - Qualificazioni singolare
Le qualificazioni del singolare  dello  Sybase Open 2001 sono state un torneo di tennis preliminare per accedere alla fase finale della manifestazione. I vincitori dell'ultimo turno sono entrati di diritto nel tabellone principale. In caso di ritiro di uno o più giocatori aventi diritto a questi sono subentrati i lucky loser, ossia i giocatori che hanno perso nell'ultimo turno ma che avevano una classifica più alta rispetto agli altri partecipanti che avevano comunque perso nel turno finale.
Le qualificazioni del torneo Sybase Open 2001 prevedevano 32 partecipanti di cui 4 sono entrati nel tabellone principale.

## Teste di serie
1. Michail Južnyj (primo turno)
2. Antony Dupuis (secondo turno)
3. Fernando González (secondo turno)
4. George Bastl (primo turno)

1. Cyril Saulnier (secondo turno)
2. Edwin Kempes (primo turno)
3. Paradorn Srichaphan (secondo turno)
4. Cecil Mamiit (ultimo turno)

## Qualificati
1. Ramón Delgado
2. Renzo Furlan

1. Xavier Malisse
2. Tomáš Zíb

## Tabellone

### Legenda
| - Q = Qualificato - WC = Wild card - LL = Lucky loser | - ALT = Alternate - SE = Special Exempt - PR = Protected Ranking | - w/o = Walkover - r = Ritirato - d = Squalificato |

### Sezione 1
|  | Primo turno      | Primo turno      | Primo turno      | Primo turno | Primo turno |  |  | Secondo turno | Secondo turno    | Secondo turno    | Secondo turno | Secondo turno |   |   | Ultimo turno | Ultimo turno  | Ultimo turno | Ultimo turno | Ultimo turno |  |
|  |                  |                  |                  |             |             |  |  |               |                  |                  |               |               |   |   |              |               |              |              |              |  |
|  |                  | Ramón Delgado    | 6                | 5           | 6           |  |  |               |                  |                  |               |               |   |   |              |               |              |              |              |  |
|  | 1                | Michail Južnyj   | 3                | 7           | 4           |  |  | Ramón Delgado | Ramón Delgado    | Ramón Delgado    | 6             | 6             |   |   |              |               |              |              |              |  |
|  | Taylor Dent      | Taylor Dent      | Taylor Dent      | 6           | 6           |  |  | Taylor Dent   | Taylor Dent      | Taylor Dent      | 3             | 4             |   |   |              |               |              |              |              |  |
|  | Tomas Penicka    | Tomas Penicka    | Tomas Penicka    | 3           | 3           |  |  |               |                  |                  |               |               |   |   |              | Ramón Delgado | 6            | 3            | 6            |  |
|  | Dmitrij Tursunov | Dmitrij Tursunov | Dmitrij Tursunov | 7           | 6           |  |  |               |                  | 8                | Cecil Mamiit  | 3             | 6 | 1 |              |               |              |              |              |  |
|  | Jeff Salzenstein | Jeff Salzenstein | Jeff Salzenstein | 63          | 1           |  |  |               | Dmitrij Tursunov | Dmitrij Tursunov | 3             | 4             |   |   |              |               |              |              |              |  |
|  | 8                | Cecil Mamiit     | Cecil Mamiit     | 6           | 7           |  |  | 8             | Cecil Mamiit     | Cecil Mamiit     | 6             | 6             |   |   |              |               |              |              |              |  |
|  |                  | Adrian Voinea    | Adrian Voinea    | 3           | 5           |  |  |               |                  |                  |               |               |   |   |              |               |              |              |              |  |

### Sezione 2
|  | Primo turno       | Primo turno         | Primo turno        | Primo turno | Primo turno |  |  | Secondo turno | Secondo turno       | Secondo turno | Secondo turno | Secondo turno |   |   | Ultimo turno | Ultimo turno | Ultimo turno | Ultimo turno | Ultimo turno |  |
|  |                   |                     |                    |             |             |  |  |               |                     |               |               |               |   |   |              |              |              |              |              |  |
|  | 2                 | Antony Dupuis       | Antony Dupuis      | 6           | 6           |  |  |               |                     |               |               |               |   |   |              |              |              |              |              |  |
|  |                   | Paul-Henri Mathieu  | Paul-Henri Mathieu | 4           | 2           |  |  | 2             | Antony Dupuis       | 7             | 3             | 1             |   |   |              |              |              |              |              |  |
|  | Renzo Furlan      | Renzo Furlan        | 6                  | 3           | 6           |  |  |               | Renzo Furlan        | 63            | 6             | 6             |   |   |              |              |              |              |              |  |
|  | Laurence Tieleman | Laurence Tieleman   | 4                  | 6           | 6r          |  |  |               |                     |               |               |               |   |   | Renzo Furlan | Renzo Furlan | 3            | 6            | 7            |  |
|  | Scott Draper      | Scott Draper        | 4                  | 6           | 7           |  |  |               |                     | Scott Draper  | Scott Draper  | 6             | 4 | 5 |              |              |              |              |              |  |
|  | Jeff Greenwald    | Jeff Greenwald      | 6                  | 3           | 5           |  |  |               | Scott Draper        | 7             | 3             | 6             |   |   |              |              |              |              |              |  |
|  | 7                 | Paradorn Srichaphan | 6                  | 4           | 6           |  |  | 7             | Paradorn Srichaphan | 5             | 6             | 2             |   |   |              |              |              |              |              |  |
|  |                   | Peter Wessels       | 4                  | 6           | 4           |  |  |               |                     |               |               |               |   |   |              |              |              |              |              |  |

### Sezione 3
|  | Primo turno    | Primo turno       | Primo turno       | Primo turno | Primo turno |  |  | Secondo turno | Secondo turno     | Secondo turno  | Secondo turno  | Secondo turno  |   |   | Ultimo turno   | Ultimo turno   | Ultimo turno   | Ultimo turno | Ultimo turno |  |
|  |                |                   |                   |             |             |  |  |               |                   |                |                |                |   |   |                |                |                |              |              |  |
|  | 3              | Fernando González | Fernando González | 7           | 6           |  |  |               |                   |                |                |                |   |   |                |                |                |              |              |  |
|  |                | Kevin Kim         | Kevin Kim         | 6(0)        | 3           |  |  | 3             | Fernando González | 7              | 3              | 2              |   |   |                |                |                |              |              |  |
|  | Xavier Malisse | Xavier Malisse    | 4                 | 6           | 6           |  |  |               | Xavier Malisse    | 5              | 6              | 6              |   |   |                |                |                |              |              |  |
|  | Mardy Fish     | Mardy Fish        | 6                 | 4           | 1           |  |  |               |                   |                |                |                |   |   | Xavier Malisse | Xavier Malisse | Xavier Malisse | 6            | 6            |  |
|  | Neville Godwin | Neville Godwin    | Neville Godwin    | 6           | 7           |  |  |               |                   | Neville Godwin | Neville Godwin | Neville Godwin | 0 | 4 |                |                |                |              |              |  |
|  | Jimy Szymanski | Jimy Szymanski    | Jimy Szymanski    | 2           | 6           |  |  |               | Neville Godwin    | Neville Godwin | 7              | 7              |   |   |                |                |                |              |              |  |
|  | 5              | Cyril Saulnier    | 4                 | 6           | 6           |  |  | 5             | Cyril Saulnier    | Cyril Saulnier | 63             | 65             |   |   |                |                |                |              |              |  |
|  |                | James Blake       | 6                 | 4           | 2           |  |  |               |                   |                |                |                |   |   |                |                |                |              |              |  |

### Sezione 4
|  | Primo turno             | Primo turno             | Primo turno             | Primo turno | Primo turno |  |  | Secondo turno           | Secondo turno           | Secondo turno | Secondo turno | Secondo turno |   |   | Ultimo turno | Ultimo turno | Ultimo turno | Ultimo turno | Ultimo turno |  |
|  |                         |                         |                         |             |             |  |  |                         |                         |               |               |               |   |   |              |              |              |              |              |  |
|  |                         | Ján Krošlák             | Ján Krošlák             | 6           | 6           |  |  |                         |                         |               |               |               |   |   |              |              |              |              |              |  |
|  | 4                       | George Bastl            | George Bastl            | 3           | 2           |  |  | Ján Krošlák             | Ján Krošlák             | 6             | 5             | 6             |   |   |              |              |              |              |              |  |
|  | Juan-Albert Viloca-Puig | Juan-Albert Viloca-Puig | Juan-Albert Viloca-Puig | 6           | 6           |  |  | Juan-Albert Viloca-Puig | Juan-Albert Viloca-Puig | 2             | 7             | 4             |   |   |              |              |              |              |              |  |
|  | Nathaniel Jackmon       | Nathaniel Jackmon       | Nathaniel Jackmon       | 1           | 1           |  |  |                         |                         |               |               |               |   |   | Ján Krošlák  | Ján Krošlák  | Ján Krošlák  | 4            | 65           |  |
|  | Stéphane Huet           | Stéphane Huet           | Stéphane Huet           | 6           | 6           |  |  |                         |                         | Tomáš Zíb     | Tomáš Zíb     | Tomáš Zíb     | 6 | 7 |              |              |              |              |              |  |
|  | David Wheaton           | David Wheaton           | David Wheaton           | 3           | 4           |  |  | Stéphane Huet           | Stéphane Huet           | Stéphane Huet | 3             | 6             |   |   |              |              |              |              |              |  |
|  |                         | Tomáš Zíb               | Tomáš Zíb               | 7           | 6           |  |  | Tomáš Zíb               | Tomáš Zíb               | Tomáš Zíb     | 6             | 7             |   |   |              |              |              |              |              |  |
|  | 6                       | Edwin Kempes            | Edwin Kempes            | 5           | 3           |  |  |                         |                         |               |               |               |   |   |              |              |              |              |              |  |